# Preise, Jerusalem, den Herrn
 Preise, Jerusalem, den Herrn (BWV 119) ist eine Kantate von Johann Sebastian Bach.

## Entstehung
Das Werk entstand in Bachs erstem Amtsjahr in Leipzig anlässlich der Ratswechselfeierlichkeiten der Stadt für den 30. August 1723. Wie auch schon in Mühlhausen gehörte es zu den Pflichten des Thomaskantors, für den Ratswechselgottesdienst eine Festmusik zu schreiben.

## Thematik
Der Eingangschor besteht aus drei Versen aus Psalm 147 (Ps 147,12-14 ). Zudem werden einzelne Zeilen aus Luthers „deutschem Te Deum“ sowie Dichtungen eines unbekannten Verfassers vertont. Gemäß dem Anlass wird mit Lob- und Dankeshymnen des Wohlstandes der Stadt Leipzig gedacht und Gottes künftiger Schutz erbeten. Da bei dem Ereignis ein weltlicher mit einem kirchlichen Anlass verbunden wurde, wird – dem barocken Weltbild folgend – betont, dass die weltliche Herrschaft der Obrigkeit durch Gott legitimiert und in seinem Sinne ist.

## Aufbau und Besetzung
Die Kantate hat neun Sätze:
1. Chor: Preise, Jerusalem, den Herrn
2. Rezitativ (Tenor): Gesegnet Land, glückselge Stadt
3. Arie (Tenor): Wohl dir, du Volk der Linden
4. Accompagnato-Rezitativ (Bass): So herrlich stehst du, liebe Stadt
5. Arie (Alt): Die Obrigkeit ist Gottes Gabe
6. Rezitativ (Sopran): Nun! wir erkennen es und bringen dir
7. Chor: Der Herr hat Guts an uns getan
8. Rezitativ (Alt): Zuletzt!
9. Choral: Hilf deinem Volk, Herr Jesu Christ

Besetzung:
- Gesangsolisten: Sopran, Alt, Tenor, Bass
- Chor: Sopran, Alt, Tenor, Bass
- Orchester: Trompete I–IV, Pauken, Blockflöte I/II, Oboe I–III (zwei davon auch als Oboe da caccia), Violine I/II, Viola, Basso continuo.

## Besonderheiten
Auffällig ist bei dieser Ratswechselkantate die aufwändige, festliche Ausstattung mit den selbst für vergleichbare Festmusiken bei Bach unüblichen vier Trompeten. Das Werk ist geprägt von einem sehr feierlichen Charakter und den Attributen höfischer Huldigungsmusiken, wie etwa dem Eingangschor in Form einer Französischen Ouvertüre oder fanfarenartigen Trompeteneinwürfen im Bass-Rezitativ. Es darf vermutet werden, dass Bach zu Beginn seiner Amtszeit in Leipzig den Bürgern die ganze Breite seiner Fähigkeiten demonstrieren wollte und ein Werk schuf, das musikalisch mehr dem Typus der höfisch-profanen Fürstenmusiken entsprach, wie sie bei seiner vorigen Anstellung in Köthen gefordert wurden. Erst in den beiden Schlusssätzen betont Bach wieder mit schlichten Formen den Charakter einer Kirchenkantate und deutet damit an, dass zuletzt nicht der Obrigkeit, sondern Gott als oberstem Herrscher das letzte Wort zusteht.
Eine Wiederaufführung erfuhr die Kantate BWV 119 am 18. April 1843 im Gewandhaus Leipzig unter der Leitung von Felix Mendelssohn Bartholdy im Rahmen eines Festkonzertes, bei dem anlässlich der Einweihung des von Mendelssohn gestifteten ersten Bach-Denkmals ausschließlich Werke des Thomaskantors erklangen.

## Einspielungen (Auswahl)
DVD
- Preise, Jerusalem, den Herrn. Kantate BWV 119. Rudolf Lutz, Chor und Orchester der J. S. Bach-Stiftung, Maria Weber, Margot Oitzinger, Bernhard Berchtold, Matthias Helm. Samt Einführungsworkshop sowie Reflexion von Josef Estermann. Gallus Media, 2015.[2]